# Benthamia grandiflora
Benthamia grandiflora là một loài thực vật có hoa trong họ Lan. Loài này được (Kleeb. ex A. Gray) Druce mô tả khoa học đầu tiên năm 1916.